# Campionati europei individuali di ginnastica artistica 2009
I III Campionati europei individuali di ginnastica artistica si sono svolti a Milano, in Italia, dal 2 al 5 aprile 2009. È stata la terza edizione dei Campionati europei di ginnastica artistica riservata alle competizioni individuali.

## Podi

### Uomini
| Evento                | Oro              | Punti   | Argento            | Punti  | Bronzo               | Punti  |
| Concorso individuale  | Fabian Hambüchen | 89,175  | Daniel Keatings    | 88,275 | Yury Ryazanov        | 88,200 |
| Corpo libero          | Fabian Hambüchen | 15,450  | Matthias Fahrig    | 15,400 | Eleftherios Kosmidis | 15,350 |
| Cavallo con maniglie  | Krisztián Berki  | 15,600  | Louis Smith        | 15,550 | Daniel Keatings      | 15,500 |
| Anelli                | Yuri van Gelder  | 15,750  | Oleksandr Vorobyov | 15,600 | Iordan Iovtchev      | 15,550 |
| Volteggio             | Thomas Bouhail   | '16,325 | Flavius Koczi      | 16,312 | Matthias Fahrig      | 16,225 |
| Parallele simmetriche | Yann Cucherat    | 15,825  | Mitja Petkovšek    | 15,800 | Fabian Hambüchen     | 15,375 |
| Sbarra                | Vlasios Maras    | 15,375  | Yann Cucherat      | 15,250 | Nikolay Kuksenkov    | 14,925 |

### Donne
| Evento                 | Oro               | Punti  | Argento            | Punti  | Bronzo           | Punti  |
| Concorso individuale   | Ksenija Semënova  | 58,175 | Ksenija Afanas'eva | 57,600 | Ariella Kaeslin  | 57,275 |
| Corpo libero           | Elizabeth Tweddle | 15,150 | Vanessa Ferrari    | 14,675 | Ksenija Semënova | 14,625 |
| Volteggio              | Ariella Kaeslin   | 14,625 | Yulia Berger       | 14,325 | Anna Kalashnyk   | 14,275 |
| Parallele asimmetriche | Elizabeth Tweddle | 15,575 | Ksenija Semënova   | 15,500 | Anja Brinker     | 14,800 |
| Trave di equilibrio    | Yana Demyanchuk   | 14,775 | Anamaria Tamrjan   | 14,750 | Gabriela Drăgoi  | 14,650 |

## Medagliere
| Pos.   | Paese         | Oro | Argento | Bronzo | Totale |
| ------ | ------------- | --- | ------- | ------ | ------ |
| 1      | Gran Bretagna | 4   | 0       | 1      | 5      |
| 2      | Germania      | 2   | 1       | 3      | 6      |
| 3      | Francia       | 2   | 1       | 0      | 3      |
| 4      | Russia        | 1   | 3       | 2      | 6      |
| 5      | Grecia        | 1   | 0       | 1      | 2      |
| 6      | Svizzera      | 1   | 0       | 1      | 2      |
| 7      | Paesi Bassi   | 1   | 0       | 0      | 1      |
| 8      | Ungheria      | 1   | 0       | 0      | 2      |
| 9      | Italia        | 1   | 1       | 0      | 1      |
| 10     | Slovenia      | 0   | 0       | 1      | 1      |
| 11     | Bulgaria      | 0   | 0       | 1      | 1      |
| Totale | 14            | 10  | 13      | 36     |        |